# Випадкова зустріч
«Випадкова зустріч» — скульптурна композиція американського митця Джона Стюарта Джонсона, подарована місту Тернополю американським меценатом Джоном Звожеком. Встановлена 2002 року у сквері імені Шевченка. Початково складалася з двох фігур - жінок , одну із фігур було викрадено у травні 2003 року.

## Історія
Ініціатором встановлення скульптурної композиції був американець Джон Звожек (1929—2006) — архітектор із Прінстона, штат Нью Джерсі, який переїхав в Україну як волонтер Корпусу Миру і два роки працював у відділі екології у Тернополі.
Працюючи в Тернополі, Джон Звожек показав чиновникам каталог скульптур Стюарта Джонсона (голова корпорації «Джонсон і Джонсон»). Його скульптури вражали оригінальністю і простотою. Усіх їх об'єднувала радість, усмішка, щастя — гасла життя і творчості відомого американця. Завершилося все пропозицією — чи не хотіли б тернопільські чиновники мати в місті одну із скульптур американського майстра. Тодішній начальник відділу екології Олег Соколовський вибрав композицію під назвою «Випадкова зустріч», яка найбільше відповідає духу міста, гармонійно вписується у його парковий ландшафт.
Американському скульпторові надіслали багато краєвидів Тернополя. Він був просто захоплений красою «міста парків та гідроспоруд» і пообіцяв зробити все, щоб ця скульптурна композиція якнайшвидше була в Тернополі. До речі, американець вирішив розлучитися зі своєю найдорожчою роботою.
Мистецьку цінність випадкової зустрічі двох жінок у парку Стюарт Джонсон визначив у 100 тисяч американських доларів. Ініціатори дуже сумнівалися, чи дозволить Конгрес вивезти цей мистецький витвір за межі США. А ще, окрім позитивного рішення нижньої палати парламенту, потрібні спеціальні дозволи ряду американських урядових установ. Коли було отримано всі погодження, скульптурна композиція, яка знаходилася в одному з парків США, була відправлення в Україну. Витвір мистецтва оформили як дипломатичний вантаж з уже меншою митною вартістю — 40 тисяч доларів. По дорозі скульптура зупинилася в Польщі, з невідомих джерел про це дізнаються урядовці Франції і просять скульптора привезти її до них на батьківщину та встановити в Парижі, але Джонсон відмовляє. Скульптурна композиція вирушає до Києва. Особи, близькі до тодішнього мера — Олександра Омельченка, висловили бажання залишити скульптуру у столиці.
Здолавши багато перепон, робота відомого скульптора Стюарта Джонсона прибуває в Тернопіль. І у березні 2002 року її встановлюють в центральному сквері. Тернопіль став першим містом у Європі, що отримав скульптуру митця. Його роботи прикрашають сквери США, Японії та Індії.

## Злочин
Проте тривала «Випадкова зустріч» недовго — менш ніж за рік після встановлення, одну із двох металевих співрозмовниць було викрадено. Її викрали на світанку, на бульварі з цілодобовим освітленням. Злодія не знайшли, скульптуру також; і от уже багато років пані в елегантному блакитному костюмі не має компанії. Але залишена пані не така вже й самотня. Прогулюючись сквером, багато місцевих жителів та приїжджих люблять посидіти та фотографуватися із нею.